# Bowman County
Das Bowman County ist ein County im Bundesstaat North Dakota der Vereinigten Staaten. Der Verwaltungssitz (County Seat) ist Bowman.

## Geographie
Das County liegt im äußersten Südwesten von North Dakota, grenzt im Süden an South Dakota, im Westen an Montana und hat eine Fläche von 3022 Quadratkilometern, wovon 13 Quadratkilometer Wasserfläche sind. Es grenzt im Uhrzeigersinn an folgende Countys: Slope County, Adams County, Harding County (South Dakota) und Carter County (Montana).

## Geschichte

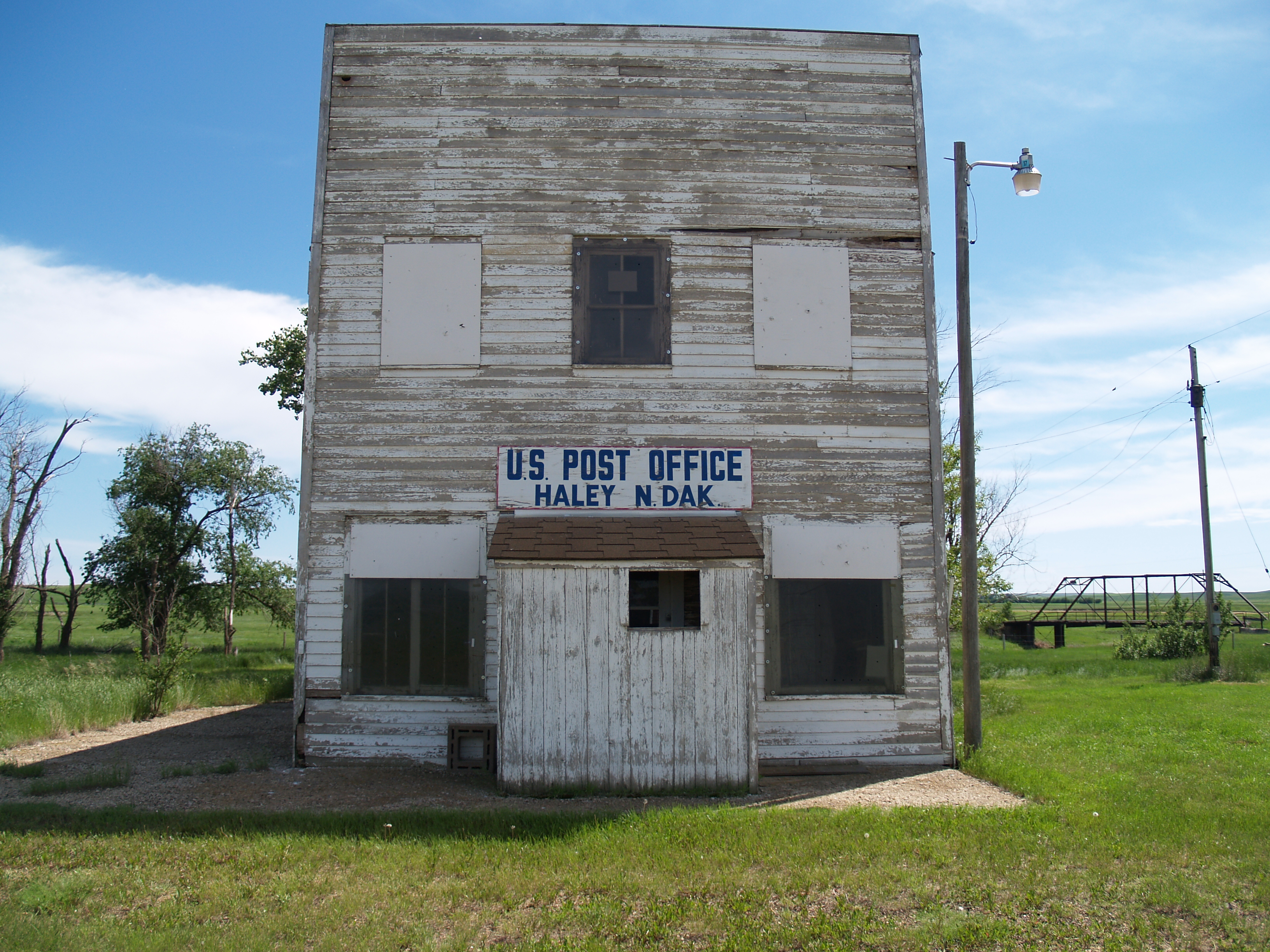
Alte Post im County (2010)

Bowman County wurde 1883 gebildet und 1896 wieder aufgelöst. Am 24. Mai 1901 wurde das County erneut gegründet und am 5. Juli 1907 dessen Organisation fertig gestellt. Benannt wurde es nach Edward M. Bowman, einem frühen Politiker und Gesetzgeber des Dakota-Territoriums.
Zwei Orte im County sind im National Register of Historic Places eingetragen (Stand 20. März 2018), das Fort Dilts und das 
Emma Petznick and Otto Schade House.

## Demografische Daten
Nach der Volkszählung im Jahr 2000 lebten im Bowman County 3.242 Menschen in 1.358 Haushalten und 890 Familien. Die Bevölkerungsdichte betrug 1 Einwohner pro Quadratkilometer. Ethnisch betrachtet setzte sich die Bevölkerung zusammen aus 98,98 Prozent Weißen, 0,03 Prozent Afroamerikanern, 0,15 Prozent amerikanischen Ureinwohnern, 0,03 Prozent Asiaten und 0,15 Prozent aus anderen ethnischen Gruppen; 0,65 Prozent stammten von zwei oder mehr Ethnien ab. 0,68 Prozent der Bevölkerung waren spanischer oder lateinamerikanischer Abstammung.

Alterspyramide des Bowman County

Von den 1.358 Haushalten hatten 29,5 Prozent Kinder und Jugendliche unter 18 Jahre, die bei ihnen lebten. 59,5 Prozent waren verheiratete, zusammenlebende Paare, 4,1 Prozent waren allein erziehende Mütter, 34,4 Prozent waren keine Familien, 31,5 Prozent waren Singlehaushalte und in 17,2 Prozent lebten Menschen im Alter von 65 Jahren oder darüber. Die Durchschnittshaushaltsgröße betrug 2,32 und die durchschnittliche Familiengröße lag bei 2,95 Personen.
Auf das gesamte County bezogen setzte sich die Bevölkerung zusammen aus 24,1 Prozent Einwohnern unter 18 Jahren, 5,3 Prozent zwischen 18 und 24 Jahren, 24,6 Prozent zwischen 25 und 44 Jahren, 24,2 Prozent zwischen 45 und 64 Jahren und 21,8 Prozent waren 65 Jahre alt oder darüber. Das Durchschnittsalter betrug 43 Jahre. Auf 100 weibliche Personen kamen 94,6 männliche Personen. Auf 100 Frauen im Alter von 18 Jahren oder darüber kamen statistisch 96,6 Männer.
Das jährliche Durchschnittseinkommen eines Haushalts betrug 31.906 USD, das Durchschnittseinkommen der Familien betrug 39.485 USD. Männer hatten ein Durchschnittseinkommen von 28.682 USD, Frauen 17.992 USD. Das Prokopfeinkommen betrug 17.662 USD. 5,9 Prozent der Familien und 8,2 Prozent Familien lebten unterhalb der Armutsgrenze. Davon waren 9,9 Prozent Kinder oder Jugendliche unter 18 Jahre und 10,4 Prozent waren Menschen über 65 Jahre.